# بيت العباب (يريم)

تعديل مصدري - تعديل

بيت العباب هي إحدى قرى عزلة بني منبة بمديرية يريم التابعة لمحافظة إب، بلغ تعداد سكانها 261 نسمة حسب تعداد اليمن لعام 2004.